# 茅蛇属
茅蛇属（学名：Dryophiops）是游蛇科的一属。

## 下属物种
本属包括以下物种：
- Dryophiops philippina Boulenger, 1896
- Dryophiops rubescens (Gray, 1834)